# Kumiko Tanaka
Kumiko Tanaka (Japans: 田中 久美子, Tanaka Kumiko) (Takamatsu, 1959) is een Japans componiste, dirigente, musicoloog en muziekpedagoog.

## Levensloop
Tanaka studeerde aan de Musashina Academia Musicae Universiteit en gradueerde daar. Zij studeerde verder aan de Kyoto City University of Art en aan de Kyoto University of Education School of Music. Zij deed een onderzoek aan de Tsurukawa Women's Junior College Early Childhood Education over vocale muziek. Als componiste schreef zij werken voor orkest, harmonieorkest en kamermuziek.

## Composities

### Werken voor orkest
- Il cinghiale di bronzo, voor orkest

### Werken voor harmonieorkest
- 2003 Les Lunes de Cuzco, voor fluit solo en harmonieorkest
- 2004 Parade -  uit de suite «Trekker»"
- 2007 L'Arc en Ciel, voor harmonieorkest
- 2009 Cap sur le soleil levant, voor harmonieorkest
- 2009 Time travel, voor harmonieorkest
- Andalusia, voor harmonieorkest
- Blue Wind
- Fantastic tune the "Ibaraki baby"
- Il cinghiale di bronzo, suite voor harmonieorkest
- Legends of the east
- Les Alizes, voor harmonieorkest
- Sedna, voor altsaxofoon en harmonieorkest (won de 1e prijs tijdens het "Concours International de Composition pour Orchestre d'Harmonie a Lambersart" in 2006)
- Suite, voor harmonieorkest
  1. Spring of forest
  2. Walking of duck
  3. Winter of swamp
  4. Starting to skies

### Kamermuziek
- 2002 Kyoto, voor saxofoon en piano
- 2002 Des hortensias sous la pluie. voor tuba/eufonium en piano
- 2003 Les Lunes de Cuzco, voor fluit en piano
- Bouquet Printanier, voor fluit en piano
- La Berceuse de la Vague, voor altsaxofoon en piano
- La Brise, voor altsaxofoon en piano
- Promenade Forestière, voor klarinet en piano